# Svetlana Ilić
Svetlana Ilić (ur. 12 sierpnia 1972) – serbska siatkarka i trenerka siatkówki, reprezentantka Serbii i Czarnogóry podczas Mistrzostw Europy 2003.

## Kariera trenerska
Karierę trenerską rozpoczęła w 2005, jako asystent trenera w żeńskiej reprezentacji Belgii. W latach 2009–2012 prowadziła drużynę Voléro Zurych, z którą wywalczyła trzy mistrzostwa Szwajcarii oraz trzy Pucharu Szwajcarii. Ponadto w 2011 doprowadziła zespół do ćwierćfinału Ligi Mistrzyń. W latach 2010–2013 trenowała także reprezentację Szwajcarii.
Po sezonie 2011/2012 została szkoleniowcem Dinamo Moskwa, gdzie pracowała dwa lata, zdobywając srebrny medal ligi rosyjskiej oraz drugie miejsce w Pucharze Rosji. Następnie przeniosła się na jeden sezon do indonezyjskiego klubu Jakarta BNI46. W latach 2016–2020 była szkoleniowcem żeńskiej reprezentacji Austrii. W maju 2020 powróciła do Voléro Zurych.

## Sukcesy podczas kariery sportowej

### Sukcesy klubowe[6]
Puchar Chorwacji:
- 1992

Liga chorwacka:
- 1993, 1994
- 1992

Puchar Serbii:
- 2000, 2001

Liga serbska:
- 2000, 2001

Liga belgijska:
- 2002, 2003
- 2005, 2007
- 2006

Puchar Belgii:
- 2003, 2006, 2007

Puchar Top Teams:
- 2003

Puchar Rosji:
- 2003

Superpuchar Belgii:
- 2005, 2006

## Sukcesy podczas kariery trenerskiej

### Sukcesy klubowe[6]
Liga belgijska:
- 2009

Superpuchar Szwajcarii:
- 2009, 2010, 2011

Puchar Szwajcarii:
- 2010, 2011, 2012, 2022

Mistrzostwa Szwajcarii:
- 2010, 2011, 2012

Mistrzostwa Rosji:
- 2013, 2014[10][11]

Puchar Rosji:
- 2014[12]

Puchar Serbii:
- 2018[13]

Mistrzostwa Serbii:
- 2018[14]